# Hendrik Martien Willem Werker

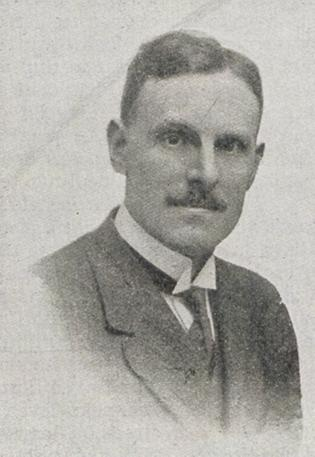
Hendrik M.W. Werker (1882 - 1929)

Hendrik Martien Willem Werker (Utrecht, 23 juni 1882 - 's-Gravenhage, 30 september 1929) was een Nederlandse waterbouwkundige.

## Jeugd en opleiding
Werker behaalde al vrij jong het HBS-diploma en ging toen op 17-jarige leeftijd in Delft studeren bij de Polytechnische School te Delft. In 1903 studeerde hij af als civiel ingenieur. Tijdens zijn studie toonde hij al een brede belangstelling. Literatuur, politiek, economie, hadden zijn volle aandacht. De avonden van de Studenten-Debatingclub, waarvan hij o. a. bestuurslid was, woonde hij steeds bij. Hoewel allerminst een trouw volger van colleges, ging hij geregeld naar de avondcolleges van prof. Pekelharing, waarop onderwerpen werden behandeld met een sterk sociaal karakter. In het roeiseizoen was hij bijna dagelijks te vinden op de Laga-loods.
Ondanks al deze nevenactiviteiten lukte het hem toch om op tijd door de examenhindernissen heen te komen, dat dankte hij aan een zeer bijzondere aanleg om in korte tijd veel en moeilijk werk te kunnen verzetten. Zo zette hij zich als regel eerst in de laatste maanden vóór een examen met ernst aan de studie, maar hij deed dit op zulk een stelselmatige wijze en wist zo goed hoofdzaken van bijzaken te onderscheiden, dat hij bij het examen vaak beter voor stond dan medestudenten die veel langer aan de voorbereiding gewerkt hadden.
Hij wilde problemen niet alleen vanuit de techniek oplossen, maar ook naar de sociale, juridische en vooral economische gezichtshoek benaderen. Technische ontwerpen, die economisch niet waren te verdedigen, kon hij niet waarderen, hij uitte er zelfs felle kritiek op. De grondslag voor deze opvatting was in zijn studententijd al gelegd. Zijn ingenieursloopbaan was een normale, verdere ontwikkeling van zijn studie.

## Spoorwegen in Nederland
In juli 1903, kort nadat hij het ingenieursdiploma behaalde, werd hij als buitengewoon opzichter bij de Nederlandsche Centraal-Spoorweg-Maatschappij aangesteld. Het was in die tijd lastig om als net afgestudeerd civiel ingenieur een baan te vinden, dus je nam ieder baantje aan dat beschikbaar kwam.
In november 1904 werd Werker de gelegenheid geboden om bij de Hollandsche IJzeren Spoorweg-Maatschappij in dienst te treden. Na daar de rangen van opzichter-teekenaar 3e klasse en aspirant-adjunct-ingenieur te hebben bekleed, volgde in 1907 zijn aanstelling tot adjunct-ingenieur.
Als jong ingenieur — hij was toen 23 jaar — werkte hij daar aan de bouw van het station van Haarlem onder ingenieur L.C. Westhoff, de verantwoordelijke leider van alle werken van het nieuwe station. Tussen beide ontstond al spoedig een zeer collegiale, vriendschappelijke verhouding.

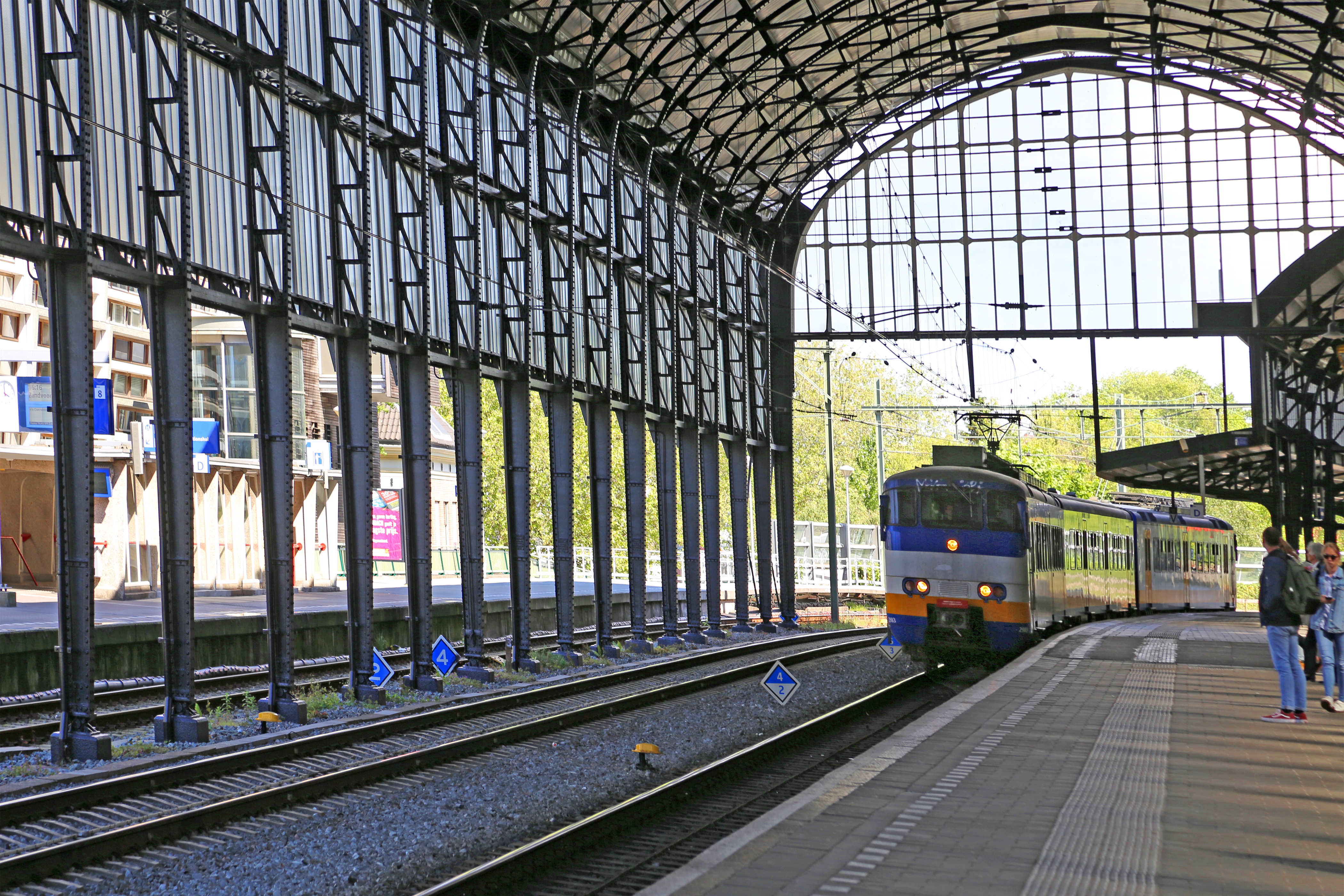
De door Werker ontworpen en berekende Jugendstil kap van station Haarlem

Werker werd in het bijzonder belast met het ontwerp van de stationsoverkapping. Verschillende omstandigheden, zoals de plaats van het centrale seinhuis, de ongelijkheden van breedte der verschillende perrongedeelten, legden de constructeur eigenaardige moeilijkheden in de weg. Hij ging niet uit van de standaard oplossingen van de HIJSM-ontwerpen, maar hij bestudeerde buitenlandse overkappingen en werkte vervolgens aan een ontwerp, dat voor het gegeven geval naar zijn oordeel de meest economische en technisch beste oplossing gaf.
Deze periode van zijn leven is een der hoogtepunten geweest. De vlotheid van werken van ir. Westhoff, die op zijn beurt weer de volle steun genoot van zijn chef, de toenmalige ingenieur van de weg s'Jacob, maakte dat Werker ten volle in dit werk opging. Vaak werkte hij ook na werktijd door aan de berekeningen en het ontwerp. Hij leerde in deze periode ook zijn vrouw, Maria Hoijer kennen.
Werker had een mooie positie. De vlotte wijze van werken van de ingenieurs s'Jacob en Westhoff, hun waardering zowel voor elkaar als voor de jonge ingenieur, sloot elk gevoel van ambtelijke verhouding uit. De dienst van Weg en Werken van de HIJSM  was in die dagen nog vrij van het soort ambtenarij, die initiatief in de kiem smoort. Maar een paar jaar later veranderde de cultuur daar ingrijpend door verschillende oorzaken. De ambtenarij deed ook hier haar intrede; paperassen en reglementering, gepaard met ontevredenheid en misnoegen in het werk, verkilden de verhoudingen.
Na een aantal jaar op de kantoren in Amsterdam en in Den Haag gewerkt te hebben wilde hij toch meer actief bij de uitvoering van belangrijke werken te worden betrokken. Hij nam daarom in 1912 het besluit om zijn vaste ambtelijke baan op te zeggen en een driejarig contract met de Nederlandsch-Indische Spoorweg Maatschappij aan te gaan.
De toenmalige directeur van die Maatschappij, ir. Cluijsenaer, die met Werkers vader jarenlang bij de Maatschappij tot Exploitatie der Staatsspoorwegen had samengewerkt, speelde hierbij een bemiddelende rol.

## Nederlands-Indië
In december 1912 kwam Werker met zijn gezin op de rede van Semarang aan en vernam daar, dat hij te Tjepoe werd geplaatst als afdelings-ingenieur, hoofd van de lijn Goendih-Soerabaja-Soemari-Gresik, een traject van 249 km.
Ingrijpende voorzieningen moesten daar worden getroffen tegen de optredende baanverzakkingen in de regentijd, een werk waarvan de moeilijkheid alleen kan worden bevat door diegenen onder de Nederlandse ingenieurs, die dergelijk werk in Indië van nabij hebben gezien. Bovendien moesten verschillende houten jukbruggen in het traject door ijzeren bruggen worden vervangen. Een belangrijke uitbreiding van het emplacement Tjepoe en de bouw van een woningpark moesten tevens worden ondernomen Al dit werk in een gebied als het Rembangse binnenland van Java, stelde aan Werker, die de Indische toestanden nog niet kende en de taal der inlanders niet machtig was, natuurlijk hoge eisen.

Spoorbrug over de Kali Solo bij Tjepoe in de smalspoorlijn van Goendik naar Soerabaja

In mei 1916 ging hij over naar Bodjonegoro, om het werk voor de aanleg van de lijn naar Djatirogo van ir. Lely over te nemen. Hij vond hier een deel van de ontwerpen gereed liggen en de uitvoering aangevangen. De bouw van een grote brug over de Solo-rivier met putfunderingen vormde een der voornaamste onderdeden van de aanleg. Door de oorlog ontstond belangrijke vertraging bij de uitzending van de bovenbouw. Door tijdelijke plaatsing van een bovenbouw, welke vrij gekomen was door de vervanging van de brug te Tjepoe, kon de brug te Bodjonegoro toch nog op tijd in dienst worden gesteld.
Dit alles, alsmede de aanleg van de baan, waarin niet minder dan 124 kunstwerken, waaronder 36 bruggen met ijzeren bovenbouw voorkwamen, vergde opnieuw Werkers volle arbeidskracht.
Ook in Indië werkte hij op de meest aangename wijze samen met zijn chefs, de ingenieurs Martis en Tirion. Zoals bijna steeds bij dergelijke personen het geval is, wist ook Werker van zijn kant ambtenaren, die onder hem werkten, naar dezelfde maatstaf te waarderen. Het kan zijn, dat hij van zulke gevoelens weinig blijk gaf tegenover de betrokkenen zelf, maar tegenover vrienden en kennissen kon hij vaak met grote lof spreken over jongere ingenieurs en opzichters, die met en onder hem werkten en hij had grote waardering voor hun kennis en toewijding.
In 1918 verliet Werker, na er een tijd van zware malaria te hebben doorgemaakt, Indië. Het was voor goed. Het land, waarvan hij was gaan houden en waaraan hij later met veel genoegen terug kon denken, heeft hij niet teruggezien.

## Zuiderzeewerken
In 1919 in Nederland teruggekeerd werd Wekker spoedig als ingenieur bij de dienst der Zuiderzeewerken aangesteld. Hij kreeg daardoor zeer belangrijk werk in het vooruitzicht. Tevens werd het vraagstuk van de opvoeding van zijn kinderen, een zorg voor velen die een baan in het buitenland hadden, daardoor opgelost.
Als chef van de afdeling Kunstwerken, had hij een groot aandeel in de voorbereiding van de bouw van de sluizen in de Afsluitdijk.  Hij werd in 1922 eerstaanwezend ingenieur van de Zuiderzeewerken.
Een vroeger door wijlen A. W. Bos geopperd denkbeeld om de sluiswerken in zee te bouwen, werd door Werker nader bestudeerd. Zijn studie bracht hem er toe, om voor te stellen de uitwatering van het IJsselmeer te doen plaats vinden door middel van één stel sluizen, te bouwen ten oosten van Wieringen op de Roggeplaat en door een tweede stel, te bouwen op ongeveer 5 km van af de Friese kust. Om de scheepvaart tussen het afgesloten en het openblijvend gedeelte van de Zuiderzee mogelijk te maken zou worden voorzien door een grote sluis, geschikt om schepen van 2000 ton te schutten, nabij Wieringen te bouwen en door bij het sluiscomplex nabij de Friese kust een schutsluis voor schepen van 2000 ton en een voor schepen van 600 ton te maken.

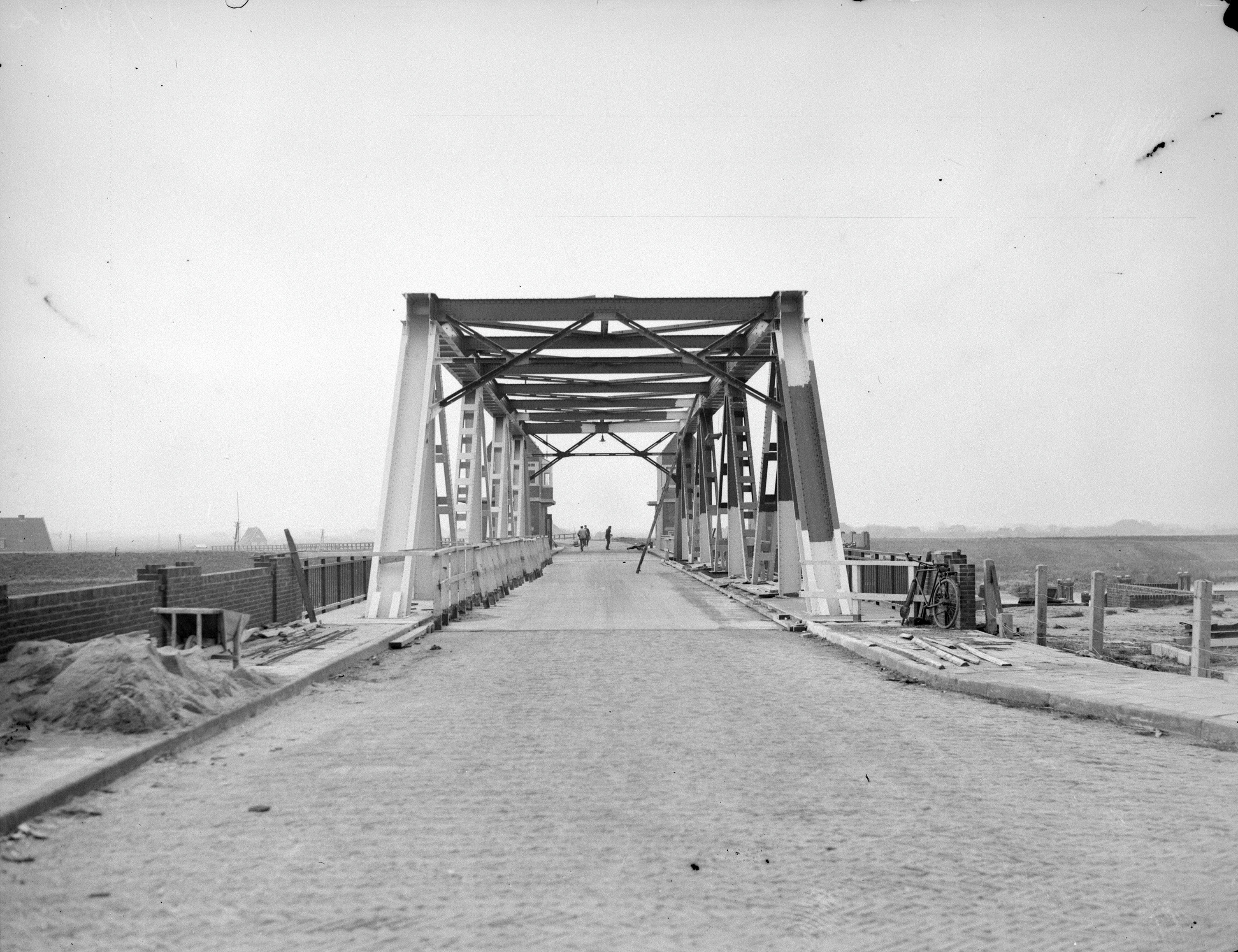
De Balgzandbrug - Wieringen

Ook het ontwerp van de overbrugging van het Balgzandkanaal nabij Van Ewijcksluis werd door Werker voorbereid.
Hij is nog begonnen met de uitvoering van de schutsluis bij de Kooi en van een dubbele basculebrug daarover, en met die van de uitwateringssluis bij Oostoever.  Maar de nasleep van de in Indië opgelopen malaria maakten het hem steeds moeilijker op goed werkte leveren. Het lichaam kon hoe langer hoe minder zijn ijzeren wilskracht volgen.
Zijn laatste bezoek aan het werk van de sluisput op Wieringen vond plaats toen het lopen hem reeds onmogelijk was geworden. Zittend op speciaal voor hem ingerichte vervoermiddelen, kon hij het werk worden rondgeleid, in en uit de trein moest hij worden gedragen, een voor een ingenieur een zeldzame tragiek. Maar welk een liefde voor het vak en welk een energie spreekt uit dit enkele geval. Toen zelfs de dagelijkse gang per rijtuig naar het bureau in de Zeestraat een onmogelijkheid was geworden, sprak hij toch over hetgeen er bij de Zuiderzeewerken gebeurde, met een animo, alsof hij zelf er nog ten volle bij was betrokken. Zonder een zweem van afgunst kon hij spreken over het werk van collega's.
Ook voor andere gebieden van de techniek bleef hij belangstelling houden, liet er boeken over komen, sprak er graag over.

## Privé
Hij was een zoon van Wilhelmus Martinus Johannes Werker (chef der comptabiliteit bij de Staatsspoorwegen) en  Maria Catharina Roszberger.  Hij was de derde zoon met die naam in drie jaar, de anderen zijn zeer jong overleden. Hij trouwde op 15 oktober 1907 in Den Haag met Maria Hoijer.